# Hymenoepimecis argyraphaga
A Hymenoepimecis argyraphaga egy parazitoid darázsféle, amely a Plesiometa argyra pókfajon élősködik. Különlegessége, hogy képes megváltoztatni a gazdaállat viselkedését.
A nőstény darázs szúrásával átmenetileg megbénítja a pókot, és egy petét rak a potrohára. A petéből kikelő lárva egy-két hétig a pók testnedveit szívja apró lyukakon keresztül, miközben a pók normálisan viselkedik, hálót épít és rovarokat kap el. Amikor a lárva készen áll a bebábozódásra, olyan anyagot fecskendez a pókba, aminek hatására az a normálistól teljesen eltérő szerkezetű háló fonásába kezd: a szokásos nagy, kör alakú háló helyett egy kicsi, de rendkívül erős platformot épít, ami képes ellenállni az esőnek és a szélnek. Amikor a háló elkészül, a lárva egy méreganyaggal megöli a pókot, kiszívja a testnedveit, egy kokont épít a háló közepéhez rögzítve, és bebábozódik abban. A kokonból már felnőtt darázsként kel ki, és a ciklus újrakezdődik.

## Külső hivatkozások
- Kép az eredeti és a módosult pókhálóról